# План Савова-Нерезова

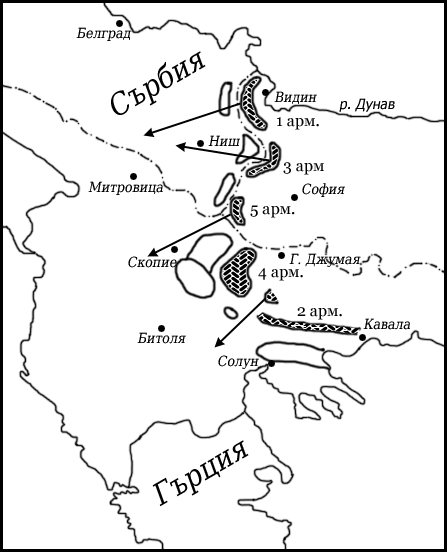
Развертывание войск согласно плану Савова-Нерезова

План Савова-Нерезова — болгарский оперативный план военных действий против Сербии и Греции, составленный накануне Второй Балканской войны. Он назван в честь его авторов — помощника главнокомандующего генерала Михаила Савова и начальника Оперативного управления Генерального штаба полковника Стефана Нерезова.

## Причины и содержание плана
План был доложен и одобрен Верховным командованием 18 (31) мая 1913 года — на следующий день после окончания войны с Османской империей, когда конфликт между балканскими союзниками из-за бывших османских владений в Македонии уже четко определялся их отказом демобилизовать свои армии и принять арбитраж от великих держав. По плану против сербов разворачиваются четыре из пяти армий, которыми располагает болгарское командование. Учитывая сосредоточение основных сербских сил в Македонии, болгары надеялись относительно легко перерезать их основную линию снабжения с Белградом через Ниш, Вранье и Куманово. Для этого 1-я армия должна наступать в долину Тимока через Княжевац и вместе с 3-й армией овладеть укрепленными пунктами Пирот и Бела-Паланка. Успех этих операций должен был открыть обеим армиям путь на Вранье. Таким образом, сербские войска, действовавшие у Овче Поле, будут вытеснены с севера, одновременно с ударами с юга 4-й армии, которая должна форсировать Брегальницу у Штипа, и 5-й армии, действующей севернее Осогово через Крива Паланка. Против греческих войск между низовьями Вардара и Струмы план оставлял сравнительно слабую 2-ю армию. Ее задача — удерживать свои позиции на подступах к Салоникам до первых успехов против сербов, что позволит 4-й армии выделить подкрепления (четыре пехотные бригады) для решающего наступления на этот город.

## Возражения
Как только он был представлен, план Савова подвергся критике со стороны начальника штаба действующей армии генерала Ивана Фичева, который предупреждал, что войска развертываются без необходимой концентрации для решающего удара и что размещение базы двух дивизий (1-й армии) к северу от Стара-Планины уведет их слишком далеко от Македонии, снизив их влияние на главный театр военных действий. Фичев рекомендовал сосредоточить главный удар против греков, прежде чем перейти к наступлению на сербском фронте. Савов установил противоположный порядок действий, поставив во главу угла поражение более сильного противника — сербов. При рассредоточении болгарских армий перед началом операции он делал ставку на сокрытие от сербского командования направления главного удара через Тимок и Южную Мораву.

## Подготовка
Во исполнение замысла Савова, сразу после подписания Лондонского мира, все болгарские войска (за очень немногими исключениями) были направлены из Восточной Фракии на западную и юго-западную границу против еще формальных союзников Болгарии и менее чем через месяц вышли и заняли позиции широкой дугой между Дунаем, Вардаром и Эгейским морем.

## Выполнение плана
Реализация плана была задержана на пять дней после начала боевых действий в Македонии 17 июня (29 июля) из-за сопротивления правительства Данева. Все еще надеясь на благоприятное разрешение спора со стороны России, правительство попыталось избежать эскалации войны и отклонило просьбу Савова о продвижении в восточную Сербию. 1-я и 3-я армии получили разрешение на продвижение к Пироту и Вранье только 22 июня (3 июля), после того как 2-я армия потерпела поражение от греков в Килкис-Лаханаском сражении. Несмотря на свои первоначальные успехи, через три дня обе армии были остановлены и возвращены на исходные позиции по приказу нового помощника главнокомандующего Радко Димитриева, чтобы часть из них можно было перебросить на болгаро-греческий фронт.